# Cerianthus membranaceus

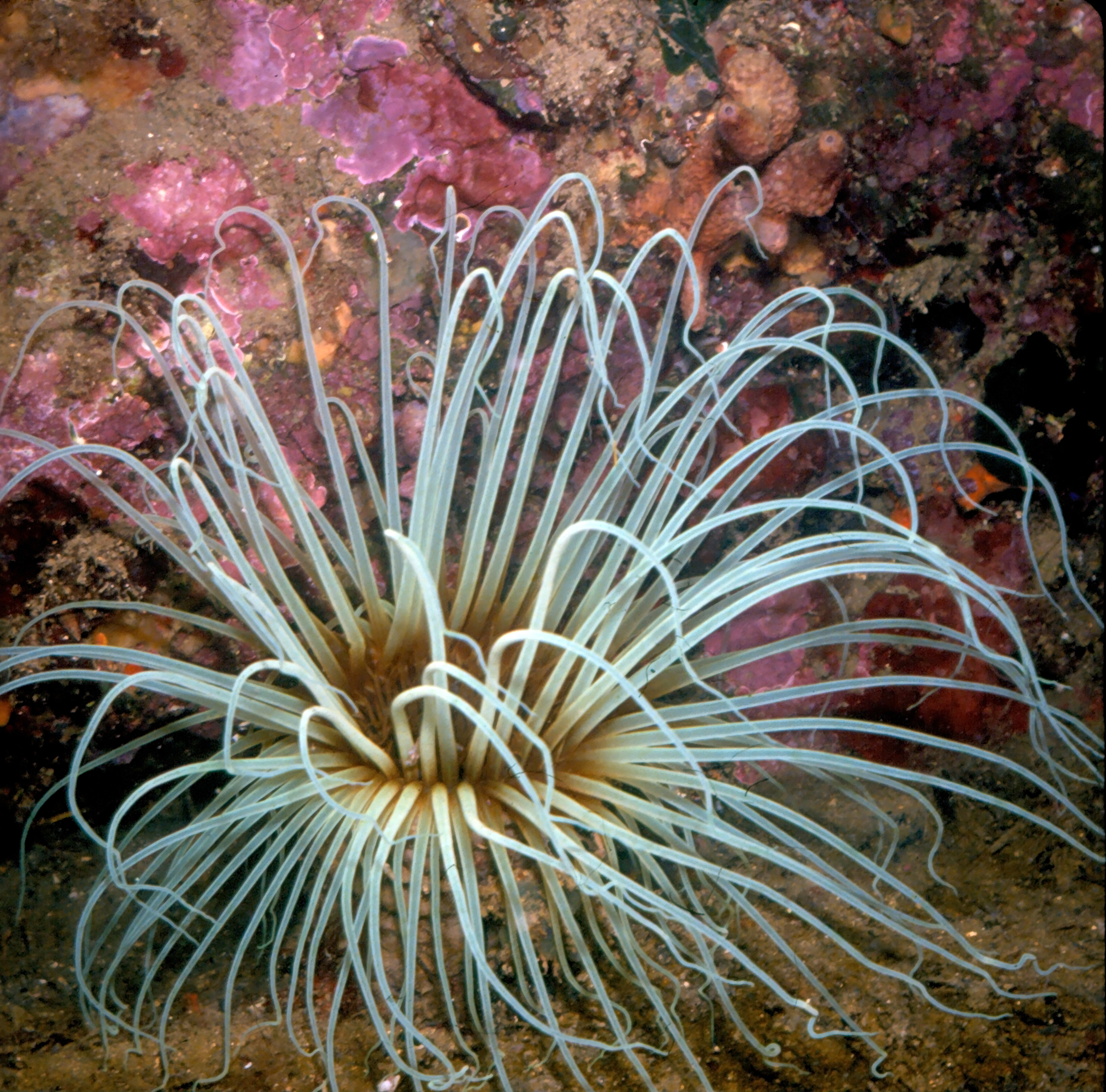
Cerianthus membranaceus en Banyuls-sur-Mer

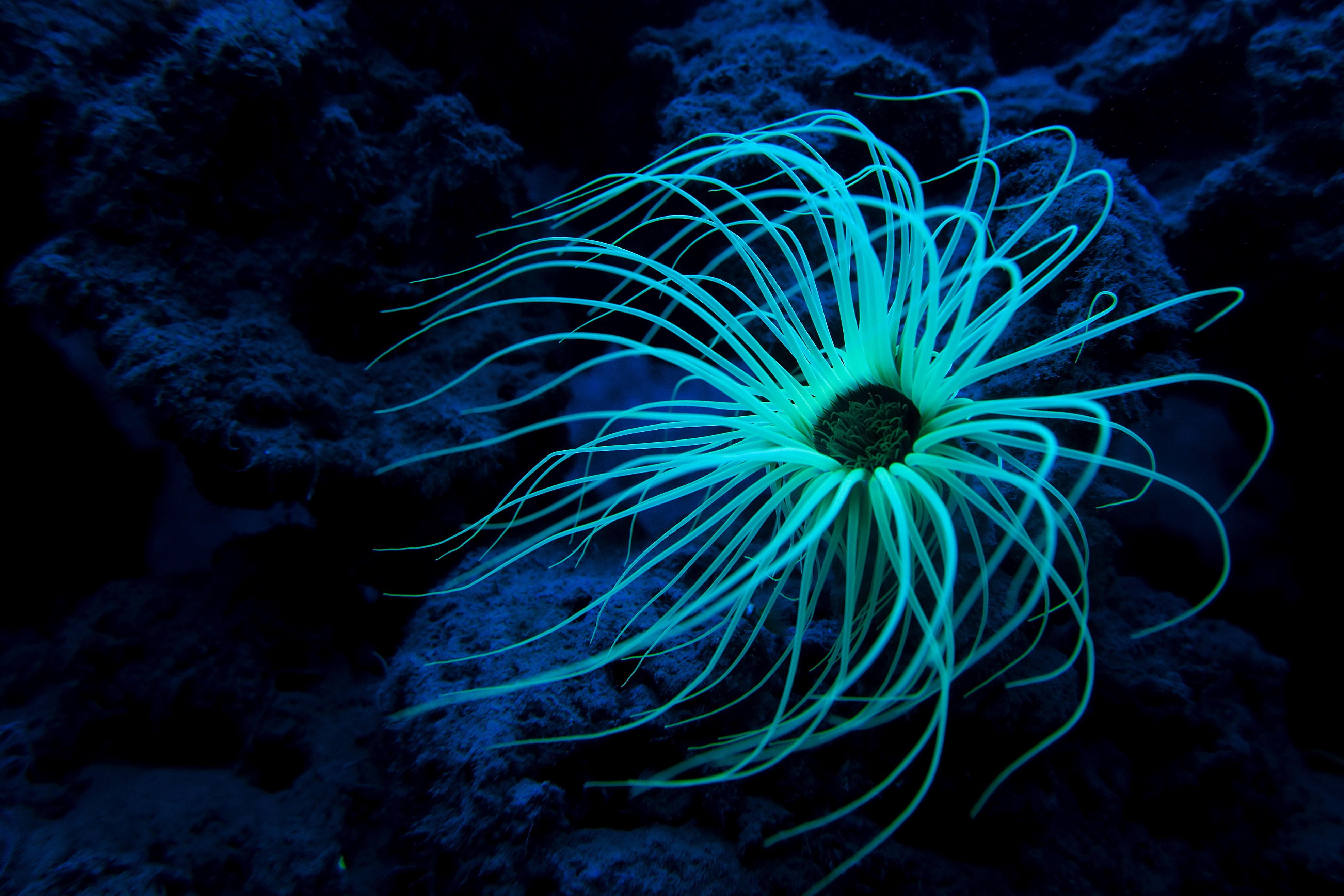
Acuario del Observatorio Oceanológico de Banyuls-Sur Mer

La anémona tubo mediterránea (Cerianthus membranaceus) es un vistoso cnidario de la familia Cerianthidae. Desarrolla su vida en forma de pólipo, ya que carece de esqueleto.

## Morfología
A pesar de su nombre común, no se trata de una anémona, pues se diferencia de ellas en que no posee un disco pedal para amarrarse.
El cuerpo de este cnidario está formado por una especie de bolsa, que se presenta introducida en un tubo formado por mucosas excretadas y que el animal va construyendo, con una cavidad central que hace las veces de boca y órgano excretor. El tubo cuenta con un tipo de nematocistos llamados cnidocitos que le protegen de ataques. 
En la parte superior del animal, que es la visible, cuenta con dos coronas de tentáculos no retraibles, entre 150 y 200, rodeando la cavidad central que hace de boca y orificio excretor. La corona exterior presenta tentáculos mucho más largos que la interior, y a veces, de color diferente. Los tentáculos permanecen extendidos salvo que se le moleste o las condiciones del agua o iluminación no sean correctas; y cuentan con nematocistos urticantes para cazar y defenderse. Los tentáculos interiores los utiliza para manipular sus presas hacia la boca.
No tiene aparato circulatorio ni nervioso, las propias células se encargan individualmente de tomar el oxígeno que precisas para su supervivencia. Tampoco tiene zooxantelas.
Tanto el diámetro del disco oral, como la longitud total del animal adulto, alcanzan los 40 cm. Aunque se han registrado ejemplares de 1 m de longitud
Los colores pueden ser blancos, amarillos, marrones, verdes, azules, violáceos, naranja o rosas. Y en ocasiones son fluorescentes.
Se desconoce su longevidad, pero en el acuario de Nápoles hay ejemplares de alrededor de cien años.

## Reproducción
Se reproduce sexualmente, nunca por gemación o bipartición. Son hermafroditas, y producen óvulos y espermatozoides, evitando así la autofecundación. Tras la fecundación, las larvas plánulas presentan un primer estado denominado “cerinula”, en el que ya aparecen claramente diferenciadas una cavidad gástrica, un orificio anal/bucal y numerosos tentáculos.

## Hábitat
Su distribución geográfica comprende el Mediterráneo, el mar Cantábrico, el Mar Rojo  y el Indo-Pacífico, ubicándose en las zonas protegidas de corrientes del arrecife y en aguas ricas en plancton. El rango de profundidad va desde 0'5 m hasta los 400 m, y el rango de temperatura desde 8.62 a 18.26 °C.

## Alimentación
Su dieta está compuesta fundamentalmente por crustáceos de pequeño tamaño, peces y larvas del plancton, los cuales son capturados de las corrientes marinas. Primeramente, por los tentáculos largos, los cuales rebuscan por los alrededores del sustrato, para ir, posteriormente, a los tentáculos pequeños del centro, donde las partículas alimenticias son “degustadas” por células quimiorreceptoras, para, finalmente, ser introducidas en el orificio oral.

## Mantenimiento
Se debe contar con un sustrato arenoso, de unos 12 cm de profundidad, en el que se hará un hoyo para situarlo. Tras su instalación en el acuario pueden pasar algunos días hasta que muestre los tentáculos completamente extendidos.
Son adecuados alimentos congelados como artemia, krill o larva roja de mosquito, también se le pueden ofrecer trozos de gamba cruda o trozos de mejillón semi hervido.
La corriente debe ser suave y la iluminación es indiferente, al no poseer zooxantelas.
Conviene dejar espacio a su alrededor, para evitar que pueda dañar corales con sus tentáculos urticantes.

## Galería

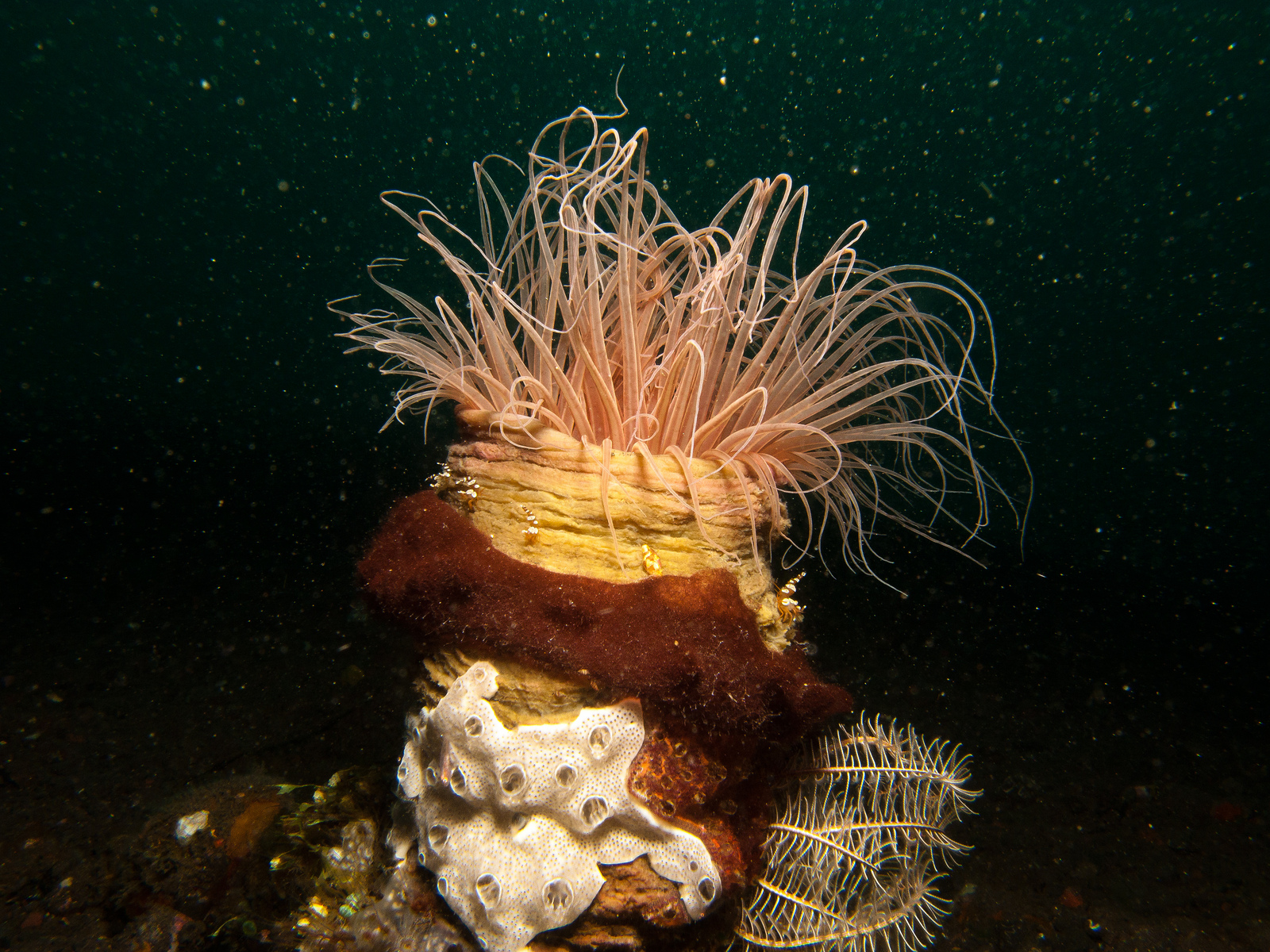
C. membranaceus con gambas Thor amboinensis.
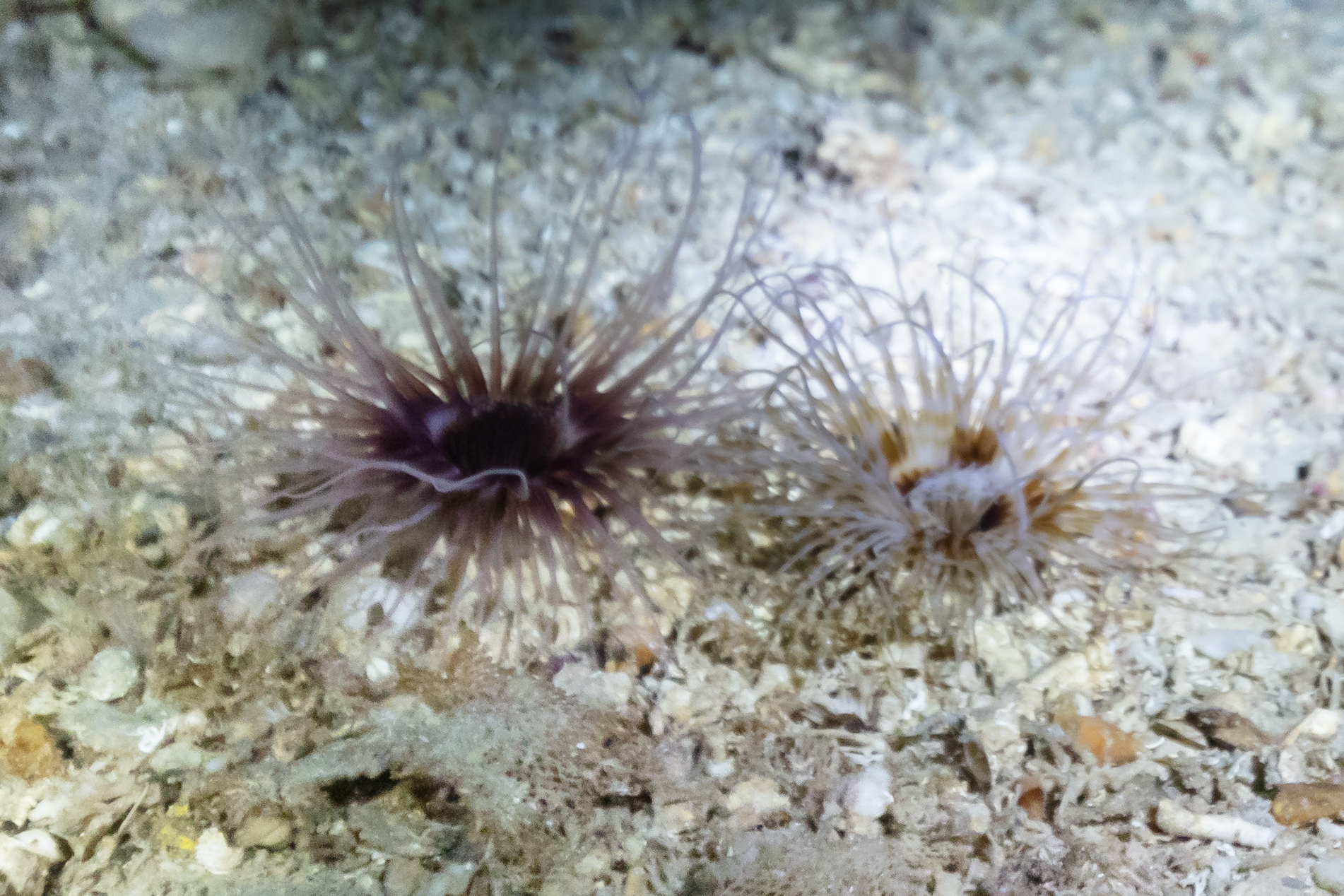
Ejemplares en una cueva en la isla de Gozo (Malta).
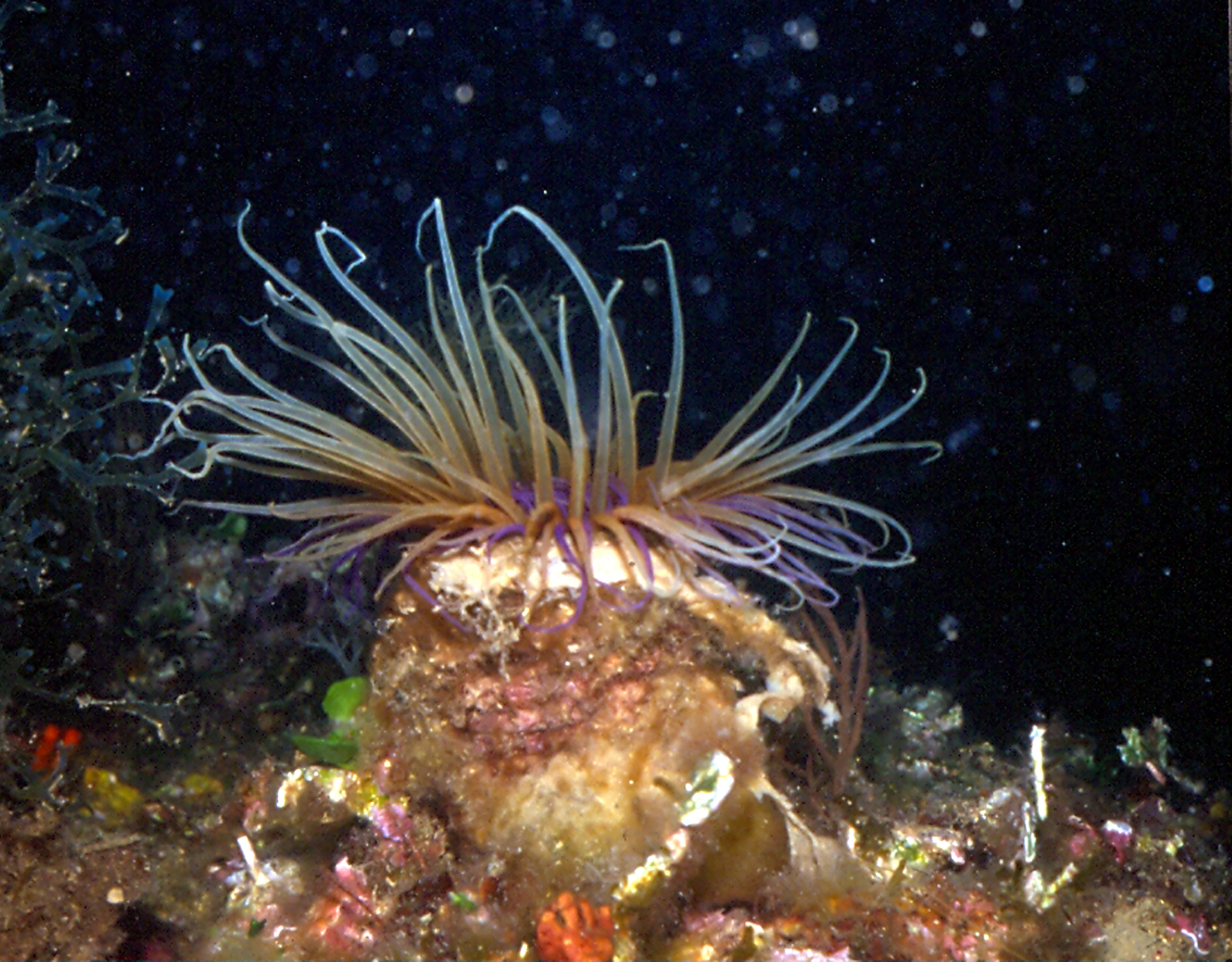
C. membranaceus con el tubo visible.
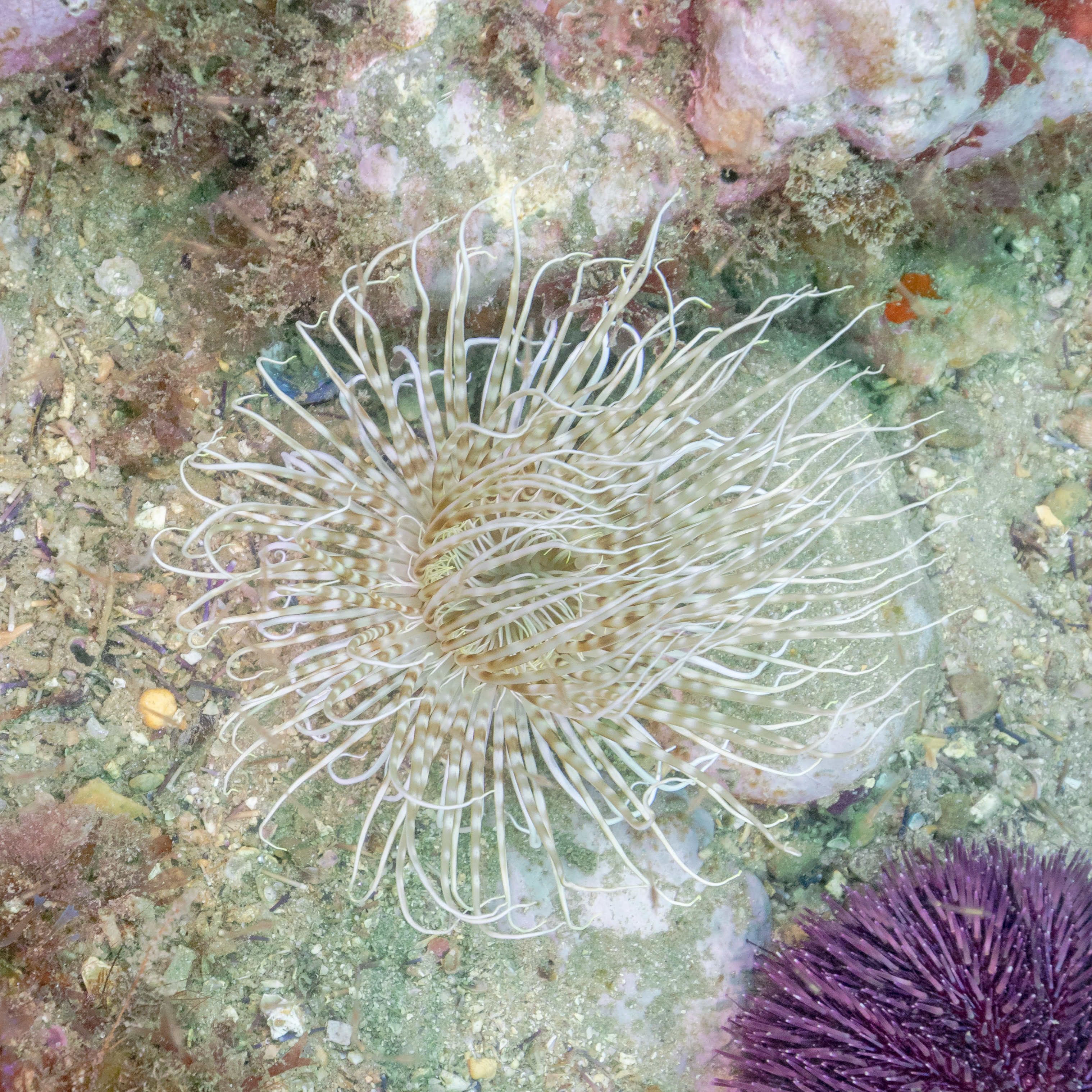
C. membranaceus en la costa de Portugal.
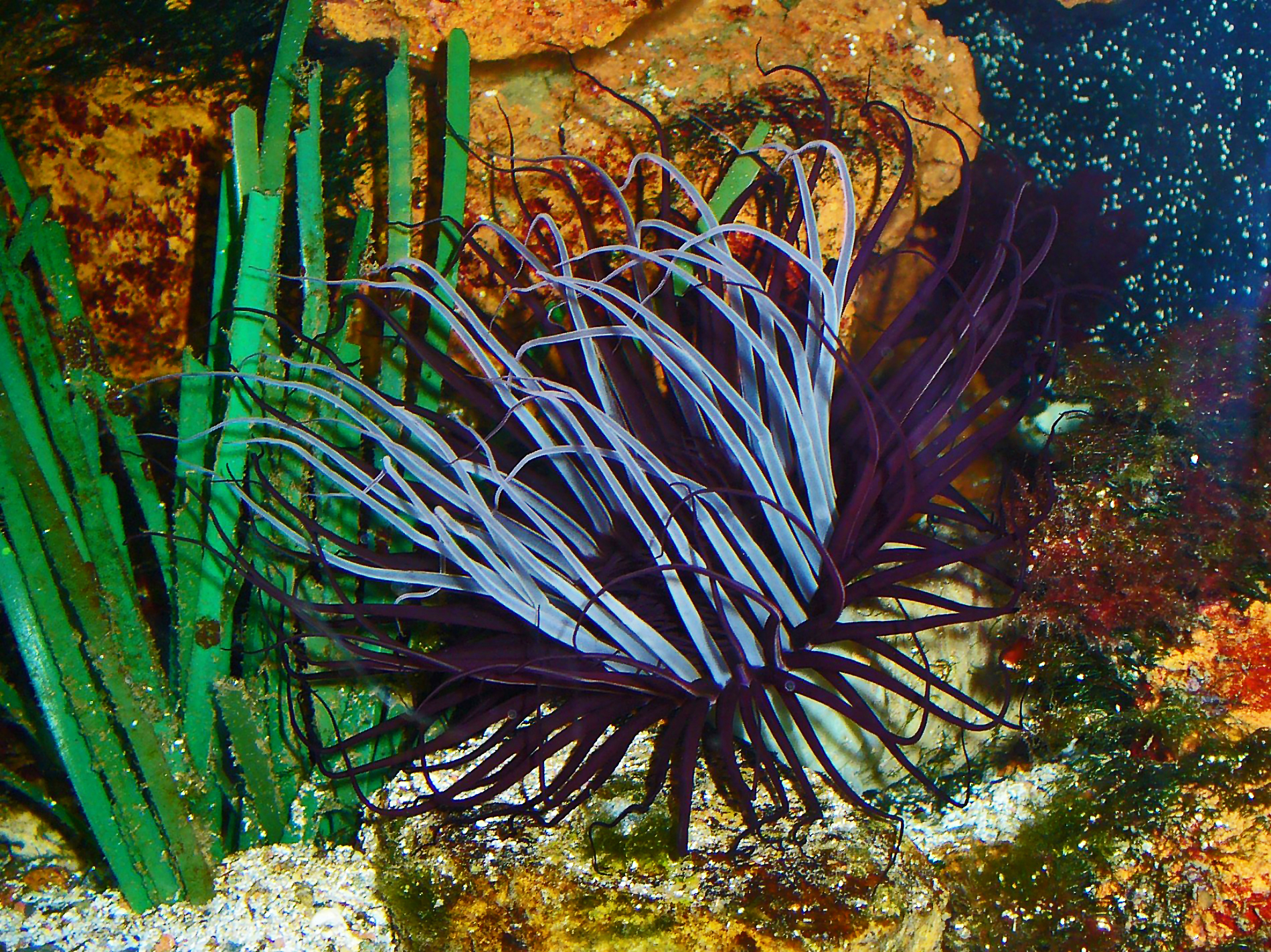
C. membranaceus en el Museo Natural de Karlsruhe, Alemania.
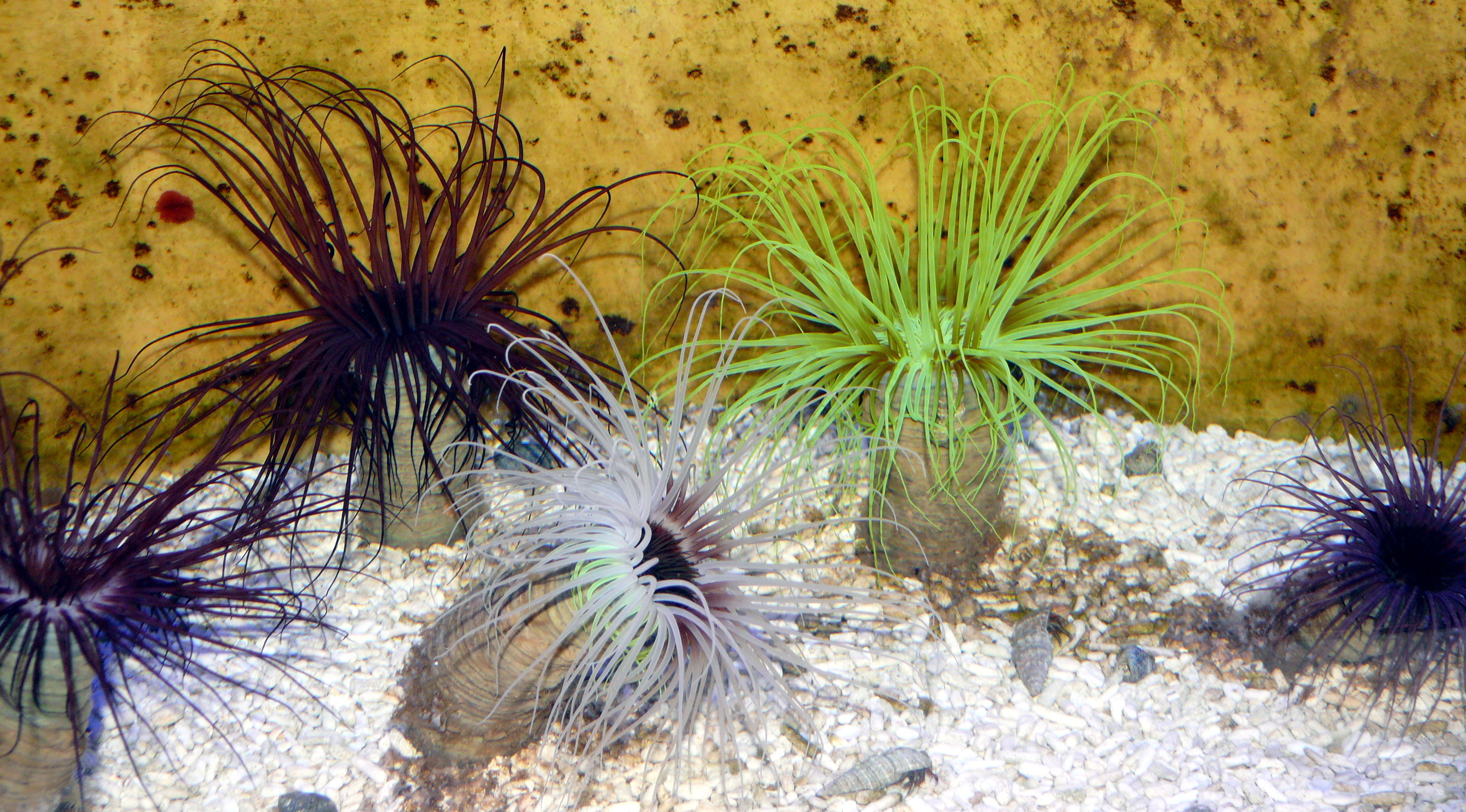
C. membranaceus en el Aquazoo de Düsseldorf, Alemania.